# LiveSpan
LiveSpan è il terzo album dal vivo da solista di Alan Parsons, pubblicato il 23 luglio 2013 dalla MFP Music Production.

## Descrizione
L'album comprende brani tratti dal repertorio realizzato da Alan Parsons assieme a Eric Woolfson con il The Alan Parsons Project.
Rispetto all'album precedente (pubblicato nel 2010, ma registrato nel 2004) la formazione è mutata con l'uscita di Godfrey Townsend, Steve Murphy e John Montagna e l'ingresso di quattro nuovi elementi Guy Erez al basso, Alastair Greene alla chitarra, Todd Cooper alle percussioni, sassofono e chitarra aggiuntiva e Danny Thompson alla batteria.

## Tracce

### Disco 1
Testi e musiche di Eric Woolfson e Alan Parsons; edizioni musicali MFP Music Production.
1. I Robot (I Robot - 1977) – 6:28 – Strumentale
2. Damned If I Do (Eve - 1979) – 4:50
3. Don't Answer Me (Ammonia Avenue - 1984) – 4:25
4. Breakdown (I Robot - 1977) – 2:41
5. The Raven (Tales of Mystery and Imagination - Edgar Allan Poe - 1976) – 2:58
6. Time (The Turn of a Friendly Card - 1980) – 6:03
7. La Sagrada Familia (Gaudi - 1987) – 5:50
8. I Wouldnt Want To Be Like You (I Robot - 1977) – 5:39
9. The Turn Of A Friendly Card (Part One) (The Turn of a Friendly Card - 1980) – 2:43
10. Snake Eyes (The Turn of a Friendly Card - 1980) – 3:05
11. The Ace Of Swords (The Turn of a Friendly Card - 1980) – 2:48 – Strumentale
12. Nothing Left To Lose (The Turn of a Friendly Card - 1980) – 4:25
13. The Turn Of A Friendly Card (Part Two) (The Turn of a Friendly Card - 1980) – 4:33

Durata totale: 56:28

### Disco 2
Testi e musiche di Eric Woolfson e Alan Parsons; edizioni musicali MFP Music Production.
1. What Goes Up (Pyramid - 1978) – 3:42 –
2. Luciferama (Eve - 1979 • Eye in the Sky - 1982) – 5:09 – Strumentale
3. Psychobabble (Eye in the Sky - 1982) – 6:22
4. Don't Let It Show (I Robot - 1977) – 4:40
5. Prime Time (Ammonia Avenue - 1984) – 9:35
6. Sirius / Eye In The Sky (Eye in the Sky - 1982 • Eye in the Sky - 1982) – 7:27 – Sirius, Strumentale
7. (The System Of) Doctor Tarr and Professor Fether (Tales of Mystery and Imagination - Edgar Allan Poe - 1976) – 3:39
8. Old And Wise (Eye in the Sky - 1982) – 5:04
9. Games People Play (The Turn of a Friendly Card - 1980) – 5:45

Durata totale: 51:23

## Formazione

### Alan Parsons Live Project
- Alan Parsons – voce, chitarra acustica, tastiera
- P.J. Olsson – voce, chitarra acustica
- Guy Erez - basso, voce
- Alastair Greene - chitarra, voce
- Todd Cooper - sassofono, chitarra, percussioni, voce
- Danny Thompson - batteria, voce
- Manny Focarazzo - tastiere, voce

## Registrazione
Registrato dal vivo durante il concerto svolto al Beethoven Halle a Stoccarda in Germania il 24 marzo del 2013.

## Masterizzazione
Masterizzato a cura di Dave Donnely presso il DNA Mastering a Woodland Hills in California.

## Edizioni
The Secret - Deluxe Collector's Edition Box Set (2019)Il 26 aprile 2019, una ristampa di LiveSpan viene inserita come omaggio nel prestigioso cofanetto per i collezionisti realizzato per l'album The Secret del 2019.